# 富和縣
富和县（越南语：／）是越南富安省下辖的一个县。面积264.2平方千米，总人口113850人。

## 地理
富和县东接绥和市；西接山和县；南接西和县和东和市社；北接绥安县。

## 历史
2007年12月3日，和定东社析置富和市镇。

## 行政区划
富和县下辖1市镇8社，县莅富和市镇。
- 富和市镇（Thị trấn Phú Hòa）
- 和安社（Xã Hòa An）
- 和定东社（Xã Hòa Định Đông）
- 和定西社（Xã Hòa Định Tây）
- 和会社（Xã Hòa Hội）
- 和光北社（Xã Hòa Quang Bắc）
- 和光南社（Xã Hòa Quang Nam）
- 和胜社（Xã Hòa Thắng）
- 和治社（Xã Hòa Trị）